# الجناح الغربي (مسلسل)
الجناح الغربي (بالإنجليزية: The West Wing)‏ هو مسلسل دراما أُنتج في الولايات المتحدة. بدأ عرضه في سنة 1999 على هيئة الإذاعة الوطنية. بلغ عدد مواسم المسلسل 7 مواسم، بلغ عدد حلقاته 156 حلقة، وتبلغ مدة الحلقة الواحدة 42 دقيقة. المسلسل من تأليف آرون سوركين، بُث المسلسل لأول مرة بتاريخ 22 سبتمبر 1999 بينما تم بث آخر حلقة منه بتاريخ 14 مايو 2006. من بطولة روب لوو، أليسون جاني، ريتشارد شيف، برادلي ويتفورد، مارتن شين، ستوكارد تشانينج، جيمي سميتس وألن ألدا. فاز المسلسل بعدة جوائز.

## الجوائز
- جائزة إيمي لأفضل مسلسل دراما
- جائزة نقابة ممثلي الشاشة للأداء المبهر للطاقم عن فئة المسلسلات الدرامية
- جائزة غولدن غلوب لأفضل مسلسل دراما
- جائزة بيبودي

## روابط خارجية
- الجناح الغربي على موقع IMDb (الإنجليزية)
- الجناح الغربي على موقع ميتاكريتيك (الإنجليزية)
- الجناح الغربي على موقع الموسوعة البريطانية (الإنجليزية)
- الجناح الغربي على موقع روتن توميتوز (الإنجليزية)
- الجناح الغربي على موقع نتفليكس (الإنجليزية)
- الجناح الغربي على موقع أول موفي (الإنجليزية)
- الجناح الغربي على موقع فيلمافينيتي (الإسبانية)
- الجناح الغربي على موقع قاعدة بيانات الأفلام السويدية (السويدية)
- الجناح الغربي على موقع كينوبويسك (الروسية)
- الجناح الغربي على موقع ألو سيني (الفرنسية)